# Vai Lá em Casa Hoje
"Vai Lá em Casa Hoje" é uma canção da dupla sertaneja George Henrique & Rodrigo em parceria com a cantora e compositora Marília Mendonça. Foi lançada em outubro de 2021 como o primeiro single do álbum Ao Vivo em Brasília (2022).

## Gravação
A canção foi gravada em 2 de setembro de 2021, no Café de La Musique em Brasília. Sobre a gravação com Marília, Rodrigo disse:
Já era nossa música escolhida para o trabalho e, conversando com a Marília, ela ficou empolgada. Tem inúmeros vídeos pós-trabalho, a gente se encontrou várias vezes depois, tomamos cachaça, cantamos a música juntos. Inclusive, um dia antes da tragédia, eu tinha mandado mensagem pedindo para ela fazer a dancinha porque estava bombando e ia postar.

## Lançamento e recepção
"Vai Lá em Casa Hoje" foi lançada em 22 de outubro como o primeiro single do álbum Ao Vivo em Brasília, com música e videoclipes disponibilizados na mesma data. O vídeo da canção alcançou cerca de 37 milhões de visualizações em cerca de dois meses. No Spotify, a canção alcançou mais de 30 milhões de visualizações em dezembro de 2021 e chegou ao primeiro lugar entre as mais ouvidas da plataforma.
A canção foi o último single com participação de Marília Mendonça lançado em vida.